# Regal Lily
Regal Lily (ook Regallily, Japans: リーガルリリー) is een Japanse rockband uit Tokio. De band werd in 2014 opgericht en bestaat uit zangeres-gitariste Honoka Takahashi (たかはしほのか), bassiste Umi (海) en drumster Mami Yukiyama (ゆきやま). Tussen 2015 en 2017 maakte Haruka Shiraishi (白石はるか) deel uit van de band. In 2015 behaalde Regal Lily de tweede plaats in een nationale wedstrijd tussen tienerbands. De band heeft opgetreden in Canada op het Next Music from Tokyo-festival en in de Verenigde Staten op SXSW. De stijl wordt wel omschreven als shoegaze en de "lolita" zang als kenmerkend voor J-pop en K-pop.

## Geschiedenis
Takahashi raakte als kind geïnspireerd door Shonen Knife en wilde zelf een meidengroep starten. In 2014 begon ze muziek te maken. Ze leerde Yukiyama kennen op school en nodigde haar uit om samen verder te gaan. Nog datzelfde jaar voegde Shiraishi zich  bij de band ter muzikale ondersteuning. In 2015 ging ze deel uitmaken van de vaste bezetting. In augustus 2017 werd haar vertrek wegens gezondheidsproblemen aangekondigd.
Tussen 2016 en 2018 verschenen drie mini-albums; The post, The radio en The telephone. In 2020 werd het volwaardige album Bedtime story uitgebracht.

## Discografie

### Mini-albums
- The post, 2016
- The radio, 2017
- The telephone, 2018

### Album
- Bedtime story, 2020